# Новинка (деревня, Гатчинский район)
Нови́нка — деревня в Гатчинском муниципальном округе Ленинградской области.

## История
НОВИНКА — деревня принадлежит Ораниенбаумскому дворцовому правлению, число жителей по ревизии: 98 м. п., 99 ж. п. (1838 год)

Согласно карте Ф. Ф. Шуберта в 1844 году деревня Новинка насчитывала 23 крестьянских двора.
На этнографической карте Санкт-Петербургской губернии П. И. Кёппена 1849 года она обозначена как деревня «Nowinka», расположенная в ареале расселения ижоры. В пояснительном тексте к этнографической карте она записана как деревня Nowinka (Новинка) и указано количество её жителей на 1848 год: ижоры — 77 м. п., 87 ж. п., всего 164 человека.

НОВИНКА — деревня Ораниенбаумского дворцового правления, по просёлочной дороге, число дворов — 27, число душ — 77 м. п.(1856 год)

НОВИНКА — деревня, число жителей по X-ой ревизии 1857 года: 86 м. п., 88 ж. п.

НОВИНКА — деревня Дворцового ведомства при реке Чаще, число дворов — 27, число жителей: 82 м. п., 86 ж. п.; Часовня православная. (1862 год)

Согласно подворной описи 1882 года:

НОВИНКА — деревня Чащинского общества Глебовской волости
  
домов — 64, душевых наделов — 85,  семей — 38, число жителей — 97 м. п., 107 ж. п.; разряд крестьян — собственники

В конце XIX — начале XX века деревня административно относилась к Глебовской волости 1-го стана Лужского уезда Санкт-Петербургской губернии.
Согласно военно-топографической карте Петроградской и Новгородской губерний издания 1915 года деревня Новинка насчитывала 30 крестьянских дворов.
Согласно данным переписи населения СССР 1926 года в деревне Новинка Новинского сельсовета Глебовской волости Троцкого уезда проживали 179 человек, большинство русские.

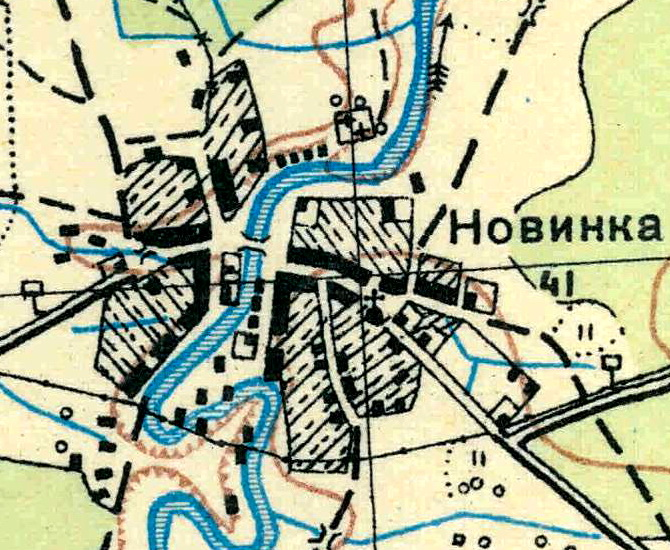
План деревни Новинка. 1931 год

Согласно топографической карте 1931 года деревня насчитывала 41 двор.
По административным данным 1933 года деревня Новинка входила в состав Новинского сельсовета Оредежского района с центром в посёлке Новинка.
C 1 августа 1941 года по 31 января 1944 года находилась в оккупации.
В 1965 году население деревни составляло 750 человек.
По данным 1966, 1973 и 1990 годов деревня Новинка входила в состав Новинского сельсовета Гатчинского района.
В 1997 году в деревне проживали 30 человек, в 2002 году — 23 человека (русские — 91%), в 2007 году — 14.

## География
Деревня расположена в юго-восточной части района к западу от автодороги 41К-105 (Мины — Новинка).
Расстояние до административного центра поселения, посёлка городского типа Вырица — 59 км.
Расстояние до ближайшей железнодорожной станции Новинка — 2 км.
Деревня находится на реке Кременка, к западу от станции Новинка.

## Демография
| 1862 | 2007 | 2010 | 2017 |
| ---- | ---- | ---- | ---- |
| 168  | ↘14  | ↗34  | ↘16  |

### Национальный состав
Согласно данным Всероссийской переписи населения 2021 года в деревне проживали 49 человек, из них:
 русские — 48, один человек национальность не указал.